# Eriosorus hirtus
Eriosorus hirtus là một loài thực vật có mạch trong họ Adiantaceae. Loài này được (Kunth) Copel. miêu tả khoa học đầu tiên năm 1947.